# Amoea latipennis
Amoea latipennis is een insect uit de familie van de vlinderhaften (Ascalaphidae), die tot de orde netvleugeligen (Neuroptera) behoort. 
Amoea latipennis is voor het eerst wetenschappelijk beschreven door Navás in 1912.